# Hermonassa
Hermonassa é um gênero de traça pertencente à família Arctiidae.